# ترانسفال (مقاطعة)

علم ترانسفال

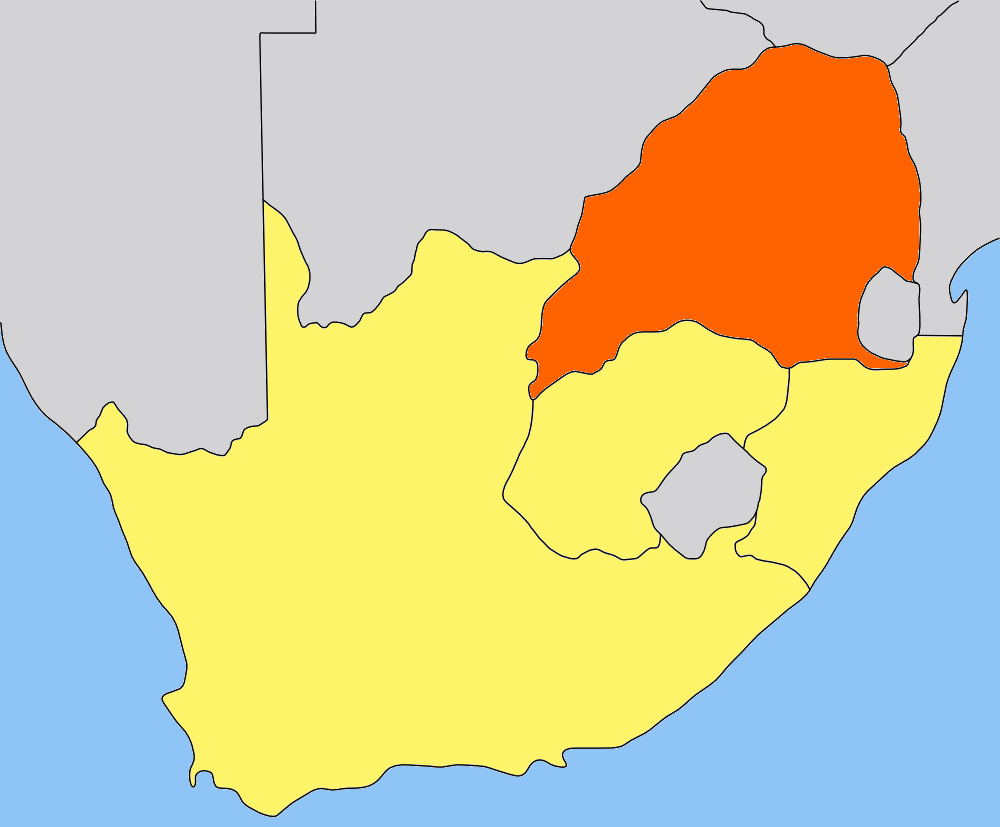
خارطة موقع ترانسفال في جنوب إفريقيا

ترانسفال (Transvaal) مقاطعة سابقة كانت تقع في شمال شرق جنوب أفريقيا، بين نهر ليمبوبو من الشمال والغرب (الذي يمثل الحدود بين زمبابوي وبوتسوانا) ونهر فال من الجنوب، وفي شرقها تقع موزمبيق وسوازيلاند، وتضمنت منطقة زوتبانسبرغ. سكنها الأفارقة ذوو البشرة السمراء الناطقين بلغة بانتو في حدود العام 1800، ثم احتلت بواسطة فلاحي بوير الذين حولوها إلى دولة مستقلة وأطلقوا عليها اسم الجمهورية الأفريقية الجنوبية في عام 1856. وفي عام 1877 احتلت بريطانيا العظمى المنطقة، ولكن اكتشاف الذهب والماس في عام 1886 أدى إلى قدوم المستوطنين، وتوتر العلاقات بين بوير وبريطانيا، بالإضافة إلى تشكل ترانسفال كمستعمرة تاجية في عام 1900 بعد حرب بوير (1899 - 1902). وفي عام 1910 أصبحت ترانسفال جزء من جنوب أفريقيا، واعتبرت كمقاطعة حتى عام 1914. لا وجود حالي للمقاطعة، إلا أنها تمثل مقاطعات غاوتنغ وليمبوبو ومبومالانغا وجزء من مقاطعة الغرب الشمالي.
كانت مدينة بريتوريا عاصمة المقاطعة، وجوهانسبورغ أكبر مدنها. ومن أبرز المدن الأخرى التي كانت تقع في المقاطعة: براكبان، وجرميستون، وكرجرسدورب، وسبرينغس، وفرينيجينج.

## أعلام
- باليكا مبيتي
- إنجريد بولتنج
- جوليا ويبلينجير
- جيوفاني بريتوريوس
- بيل ستراوس